# Омигава, Митихиро
Митихиро Омигава (яп. 小見川道大; род. 19 декабря 1975, Ибараки) — японский дзюдоист и боец ММА, представитель полулёгкой весовой категории. В 1998—2004 годах находился в составе национальной сборной Японии по дзюдо, бронзовый призёр Азиатских игр, серебряный призёр чемпионата Азии, победитель и призёр многих турниров международного значения. С 2005 года выступает в смешанных единоборствах на профессиональном уровне, известен по участию в турнирах таких бойцовских организаций как UFC, Pride, Sengoku, Dream, Shooto, Cage Rage, Deep и др.

## Биография
Митихиро Омигава родился 19 декабря 1975 года в префектуре Ибараки, Япония.

### Дзюдо
Заниматься дзюдо начал ещё во время учёбы в начальной школе. В старшей школе продолжал тренироваться, учился вместе с такими известными борцами как Хаято Сакураи и Кадзуюки Мията. Позже проходил подготовку в Международном университете будо в префектуре Тиба.
Первого серьёзного успеха в дзюдо на международной арене добился в сезоне 1998 года, когда вошёл в состав японской национальной сборной и одержал победу на международном турнире класса «А» в Будапеште.
Будучи студентом, в 1999 году представлял страну на летней Универсиаде в Пальма-де-Мальорка, где в зачёте полулёгкой весовой категории победил всех соперников по турнирной сетке и завоевал золотую медаль. Также в этом сезоне выиграл серебряные медали на Кубке Дзигоро Кано в Токио и на Кубке Чехии в Праге.
В 2000 году стал серебряным призёром на международных турнирах в Москве и Сассари, взял бронзу в зачёте японского национального первенства и на Кубке Президента России в Магнитогорске.
В 2001 году побывал на чемпионате Азии в Улан-Баторе, откуда привёз награду серебряного достоинства, выигранную в полулёгком весе — в решающем финальном поединке уступил иранцу Арашу Миресмаэйли. Помимо этого, стал вторым на Кубке мира в Мюнхене и на Кубке Кодокан в Токио, был лучшим на Кубке Президента России в Новокузнецке.
В 2002 году одержал победу на международных турнирах в Токио и Порто-Сант-Эльпидио, на командном чемпионате мира в Базеле. При этом на Азиатских играх в Пусане стал бронзовым призёром.
На азиатском первенстве 2003 года в Чеджу дошёл до стадии четвертьфиналов.
Последний раз показывал сколько-нибудь значимые результаты в дзюдо на международной арене в сезоне 2004 года, когда принял участие в Суперкубке мира в Москве, где в 1/16 финала был побеждён корейцем Пан Гвиманом.

### Смешанные единоборства
Покинув расположение национальной сборной, в 2005 году Омигава дебютировал как профессиональный боец ММА. Больших успехов в смешанных единоборствах не добился, так, четыре из пяти его первых поединков закончились поражениями. При всём при том, он выступал в весьма престижных промоушенах, Pride FC, Cage Rage, Deep, и уровень его оппозиции был достаточно высоким.
Однако, одержав три победы подряд, в 2007 году Омигава привлёк к себе внимание крупнейшей бойцовской организации мира Ultimate Fighting Championship и провёл два поединка в октагоне в США — уступил единогласным решением судей американцу Мэтту Уиману и бразильцу Тиагу Таварису.
Продолжив в выступать на родине, в августе 2008 года проиграл по очкам «Корейскому зомби» Чон Чхан Сону.
В 2009 году принял участие в гран-при полулёгкого веса World Victory Road — благополучно прошёл первых троих соперников по турнирной сетке, тогда как в решающем финальном поединке раздельным судейским решением уступил Масанори Канэхаре (Канэхара проиграл в полуфинале, но всё же попал в финал в связи с травмой настоящего финалиста Хацу Хиоки). Позже бой между Омигавой и Хиоки всё же был организован, Омигава одержал победу в этом противостоянии раздельным решением судей.
В дальнейшем добавил в послужной список победы над такими известными бойцами как Хироюки Такая и Коул Эсковедо, отметился выступлениями на турнирах крупной японской организации Dream.
Благодаря череде удачных выступлений в 2011 году вновь получил возможность завить о себе в UFC. Возвращение оказалось не самым удачным, Омигаву здесь побеждали Чед Мендес, Даррен Элкинс, Иури Алкантара, Манвел Гамбурян. Японский боец сумел выиграть в американском промоушене только один поединок, единогласным решением взял верх над Джейсоном Янгом.
На предновогоднем турнире Dream 31 декабря 2012 года встретился с соотечественником Тацуей Кавадзири и уступил ему единогласным судейским решением.
Впоследствии выступал сравнительно редко в незначительных организациях, встречаясь с малоизвестными соперниками.

## Статистика в профессиональном ММА
| Боёв 34  | Побед 19 | Поражений 14 |
| -------- | -------- | ------------ |
| Нокаутом | 5        | 2            |
| Сдачей   | 5        | 0            |
| Решением | 9        | 12           |
| Ничьи    | 1        | 1            |

| Результат | Рекорд  | Соперник          | Способ                       | Турнир                                      | Дата             | Раунд | Время | Место                    | Примечание                                         |
| --------- | ------- | ----------------- | ---------------------------- | ------------------------------------------- | ---------------- | ----- | ----- | ------------------------ | -------------------------------------------------- |
| Победа    | 19-14-1 | Акихико Мори      | TKO                          | Deep 92 Impact                              | 22 октября 2019  | 3     | 1:49  | Токио, Япония            | [ 6 ]                                              |
| Победа    | 18-14-1 | Юка Охара         | Сдача (удушение)             | Deep 90 Impact                              | 29 июня 2019     | 2     | 2:03  | Токио, Япония            |                                                    |
| Победа    | 17-14-1 | Тедди Вайолет     | Раздельное решение           | WSOF Global Championship 2                  | 7 февраля 2016   | 3     | 5:00  | Токио, Япония            |                                                    |
| Победа    | 16-14-1 | Ёсифуми Накамура  | Единогласное решение         | Grandslam MMA 3: Way of the Cage            | 12 сентября 2015 | 3     | 5:00  | Токио, Япония            |                                                    |
| Победа    | 15-14-1 | Косукэ Умэда      | Сдача (гильотина)            | Deep Cage Impact 2015                       | 20 июля 2015     | 1     | 1:26  | Токио, Япония            |                                                    |
| Победа    | 14-14-1 | Питер Кепеда      | Сдача (рычаг локтя)          | Deep 68 Impact                              | 23 августа 2014  | 1     | 1:02  | Токио, Япония            |                                                    |
| Поражение | 13-14-1 | Квон Пэ Ян        | Единогласное решение         | Road FC 012                                 | 22 июня 2013     | 2     | 5:00  | Квандон, Южная Корея     |                                                    |
| Поражение | 13-13-1 | Тацуя Кавадзири   | Единогласное решение         | Dream 18                                    | 31 декабря 2012  | 3     | 5:00  | Токио, Япония            |                                                    |
| Поражение | 13-12-1 | Манвел Гамбурян   | Единогласное решение         | UFC on Fox: Shogun vs. Vera                 | 4 августа 2012   | 3     | 5:00  | Лос-Анджелес, США        |                                                    |
| Поражение | 13-11-1 | Иури Алкантара    | Единогласное решение         | UFC 142                                     | 14 января 2012   | 3     | 5:00  | Рио-де-Жанейро, Бразилия |                                                    |
| Победа    | 13-10-1 | Джейсон Янг       | Единогласное решение         | UFC 138                                     | 5 ноября 2011    | 3     | 5:00  | Бирмингем, Англия        |                                                    |
| Поражение | 12-10-1 | Даррен Элкинс     | Единогласное решение         | UFC 131                                     | 11 июня 2011     | 3     | 5:00  | Ванкувер, Канада         |                                                    |
| Поражение | 12-9-1  | Чед Мендес        | Единогласное решение         | UFC 126                                     | 5 февраля 2011   | 3     | 5:00  | Лас-Вегас, США           |                                                    |
| Победа    | 12-8-1  | Коул Эсковедо     | Сдача (обратный рычаг локтя) | Dream 16                                    | 25 сентября 2010 | 1     | 2:30  | Нагоя, Япония            |                                                    |
| Победа    | 11-8-1  | Ян Сам Чон        | Сдача (гильотина)            | Dream 15                                    | 7 июля 2010      | 1     | 7:31  | Сайтама, Япония          |                                                    |
| Победа    | 10-8-1  | Мика Миллер       | Единогласное решение         | Astra: Yoshida’s Farewell                   | 25 апреля 2010   | 3     | 5:00  | Токио, Япония            |                                                    |
| Победа    | 9-8-1   | Хироюки Такая     | TKO (удары руками)           | Dynamite!! 2009                             | 31 декабря 2009  | 1     | 2:54  | Сайтама, Япония          |                                                    |
| Победа    | 8-8-1   | Хацу Хиоки        | Раздельное решение           | World Victory Road Presents: Sengoku 11     | 6 ноября 2009    | 3     | 5:00  | Токио, Япония            |                                                    |
| Поражение | 7-8-1   | Масанори Канэхара | Раздельное решение           | World Victory Road Presents: Sengoku 9      | 2 августа 2009   | 3     | 5:00  | Сайтама, Япония          | Финал гран-при Sengoku в полулёгком весе.          |
| Победа    | 7-7-1   | Марлон Сандру     | Раздельное решение           | World Victory Road Presents: Sengoku 9      | 2 августа 2009   | 3     | 5:00  | Сайтама, Япония          | Полуфинал гран-при Sengoku в полулёгком весе.      |
| Победа    | 6-7-1   | Нам Фан           | TKO (удары руками)           | World Victory Road Presents: Sengoku 8      | 2 мая 2009       | 1     | 4:52  | Токио, Япония            | Четвертьфинал гран-при Sengoku в полулёгком весе.  |
| Победа    | 5-7-1   | Эл Си Дэвис       | Единогласное решение         | World Victory Road Presents: Sengoku 7      | 30 марта 2009    | 3     | 5:00  | Токио, Япония            | Стартовый этап гран-при Sengoku в полулёгком весе. |
| Ничья     | 4-7-1   | Синтаро Исиватари | Ничья                        | Shooto Tradition 5                          | 18 января 2009   | 2     | 5:00  | Токио, Япония            | Дебют в полулёгком весе.                           |
| Поражение | 4-7     | Чон Чхан Сон      | Единогласное решение         | Deep: Gladiator                             | 16 августа 2008  | 2     | 5:00  | Окаяма, Япония           |                                                    |
| Поражение | 4-6     | Тиагу Таварис     | Единогласное решение         | UFC Fight Night: Swick vs Burkman           | 23 января 2008   | 3     | 5:00  | Лас-Вегас, Япония        |                                                    |
| Поражение | 4-5     | Мэтт Уиман        | Единогласное решение         | UFC 76                                      | 22 сентября 2007 | 3     | 5:00  | Анахайм, США             |                                                    |
| Победа    | 4-4     | Наоки Мацусита    | TKO (удары руками)           | Deep: 29 Impact                             | 13 апреля 2007   | 2     | 1:17  | Токио, Япония            |                                                    |
| Победа    | 3-4     | У Дзин О          | TKO (удар рукой)             | Deep: 28 Impact                             | 16 февраля 2007  | 1     | 4:25  | Токио, Япония            |                                                    |
| Победа    | 2-4     | Такааки Аоки      | Единогласное решение         | clubDeep Tokyo: Future King Tournament 2006 | 9 декабря 2006   | 2     | 5:00  | Токио, Япония            |                                                    |
| Поражение | 1-4     | Кадзунори Ёкота   | Решение большинства          | Deep: 26 Impact                             | 10 октября 2006  | 3     | 5:00  | Токио, Япония            |                                                    |
| Поражение | 1-3     | Ёсихиро Томиока   | Единогласное решение         | clubDeep Toyama: Barbarian Festival 4       | 18 июня 2006     | 3     | 5:00  | Тояма, Япония            |                                                    |
| Победа    | 1-2     | Джейсон Чемберс   | Раздельное решение           | ICON Sport: Lawler vs. Niko 2               | 25 февраля 2006  | 3     | 5:00  | Гонолулу, США            |                                                    |
| Поражение | 0-2     | Жесиас Кавалканти | KO (удары руками)            | Cage Rage 14                                | 3 декабря 2005   | 1     | 0:49  | Лондон, Англия           |                                                    |
| Поражение | 0-1     | Аарон Райли       | KO (ногой в голову)          | Pride Bushido 7                             | 22 мая 2005      | 1     | 6:00  | Токио, Япония            |                                                    |